# 숨바둥근잎박쥐
숨바둥근잎박쥐 또는 숨바잎코박쥐(Hipposideros sumbae)는 잎코박쥐과에 속하는 박쥐의 일종이다. 인도네시아와 동티모르에서 발견된다.